# Cardigan Strait
Die Cardigan Strait ist eine 35 Kilometer lange und 7,5 Kilometer breite Wasserstraße im Territorium von Nunavut. Sie liegt zwischen Devon Island und North Kent Island. Im Norden öffnet sich die Norwegian Bay, im Süden der Fram Sound. Die Insel Devil Island liegt am südlichen Eingang in die Meerenge.
In der Cardigan Strait bildet sich in den meisten Wintern eine Polynja, die von überwinternden Bart- und Ringelrobben, Eisbären und Walrossen genutzt wird. Zu Beginn der Brutzeit wird sie auch von Seevögeln aufgesucht.